# Форт № 12 — Ойленбург
Форт № 12 — Ойленбург (нем. Fort 12 Eulenburg), — фортификационное сооружение города Кёнигсберга, один из двенадцати основных фортов оборонительного пояса «Ночная перина», построен в 1884 году. Признан объектом культурного наследия народов России регионального значения и охраняется государством.

## История
Находится на берегу Инженерного озера, в черте городского округа Калининград. Укрепление сооружено в честь и носит имя представителей семьи Ойленбургов — Августа, Фридриха и Филиппа, живших в XIX веке. Древний прусский род известен в Германии министрами, учёными, государственными деятелями и исследователями.
Форт обладает стандартным набором элементов фортификации для того времени. Дополнительным препятствием для наступающих войск с севера был участок Инженерного озера.
Во время штурма Кёнигсберга в 1945 году форт не подвергался обстрелу из орудий большого калибра и сохранился в удовлетворительном состоянии. В послевоенные годы там размещались склады оружия и боеприпасов 11-й гвардейской дивизии. В настоящее время является объектом Министерства обороны РФ, доступ на территорию закрыт.